# 六円定理

最初の円の半径を変えた六円定理の例。右下は、最初の円が内接円になっている。

幾何学で、六円定理（ろくえんていり、英語: six circles theorem）は、三角形と6つの円に関する定理である。△ABCについてAB,BCに接する円O1をつくる。O1,BC,CAに接する円O2、O2,CA,ABに接する円O3と、循環的にO6まで定義したとき、O6とO1は接する（chainが閉じる）。この定理は1974年以降に発見された。2016年、円が三角形の内部にある場合だけでなく、外部にもある場合、6円以上の連鎖になることが発見された。 
三角形の辺を円弧に変えたもの（円弧三角形）でも同様の定理がなりたつ（九円定理）。また多角形へも一般化されている（その場合周期が異なる）。 

## 円の半径

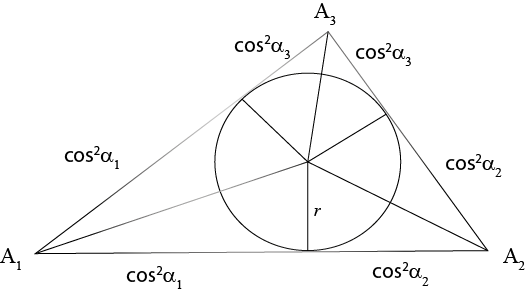

半周長が1である△A1A2A3について、線分AiAi-1, AiAi+1とCi-1,Ci+1に接する円をCiとする（A4=A1）。また、Aiと、その対辺と内接円の接点の距離をaiとして
{\displaystyle a_{i}=\cos ^{2}(\alpha _{i})\quad (0<\alpha _{i}<{\frac {\pi }{2}})}
とする。すると
{\displaystyle \cos ^{2}(\alpha _{1})+\cos ^{2}(\alpha _{2})+\cos ^{2}(\alpha _{3})=1}
を得る。このとき内接円の半径rについて
{\displaystyle r=\cos(\alpha _{1})\cos(\alpha _{2})\cos(\alpha _{3})}
が成り立つ。Ci-1とAiAi-1, AiAi+1の接点と、Aiの距離をxiとして
{\displaystyle x_{i}=\cos ^{2}(\varphi _{i})\quad (0<\varphi _{i}<{\frac {\pi }{2}})}
とすると、
{\displaystyle \varphi _{i}=\pi -\varphi _{i-1}-\alpha _{i+1}}
が成り立つ。このことと円の中心が角の二等分線上にあることから、円の半径を求めることができる。また、計算していくと、
{\displaystyle \varphi _{7}=\varphi _{1}}
が分かるので、連鎖が6であることが分かる。

## 証明

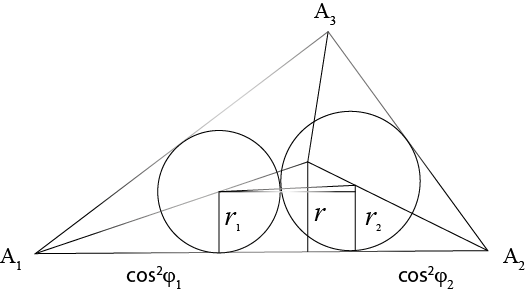

C1とC2がそれぞれD1,D2で接しているとする。また、Ciの半径をriとすると、
{\displaystyle A_{1}D_{1}=\cos ^{2}{\varphi _{1}},D_{1}D_{2}=2{\sqrt {r_{1}r_{2}}},A_{2}D_{2}=\cos ^{2}{\varphi _{2}}}
また、三角形と比の定理より
{\displaystyle {\frac {r}{r_{i}}}={\frac {\cos ^{2}\alpha _{i}}{\cos ^{2}\varphi _{i}}}}
なので
{\displaystyle {\sqrt {r_{1}r_{2}}}=\cos \alpha _{3}\cos \varphi _{1}\cos \varphi _{2}}
である。これを用いれば
{\displaystyle A_{1}A_{2}=\cos ^{2}\alpha _{1}+\cos ^{2}\alpha _{2}=1-\cos ^{2}\alpha _{3}=\cos ^{2}\varphi _{1}+2\cos \alpha _{3}\cos \varphi _{1}\cos \varphi _{2}+\cos ^{2}\varphi _{2}}
を得る。この式をcosφ2について解くと
{\displaystyle \cos \varphi _{2}=-\cos \varphi _{1}\cos \alpha _{3}\pm \sin \varphi _{1}\sin \alpha _{3}=\cos(\pi -\varphi _{1}\mp \alpha _{3})}
となる。0<φ2<π/2に注意すれば
{\displaystyle \varphi _{2}=\pi -\varphi _{1}-\alpha _{3}}
となる。よって、円の半径の項で見たようにこの式を循環的に使えば、証明される。

## 特別な場合

### 内接円

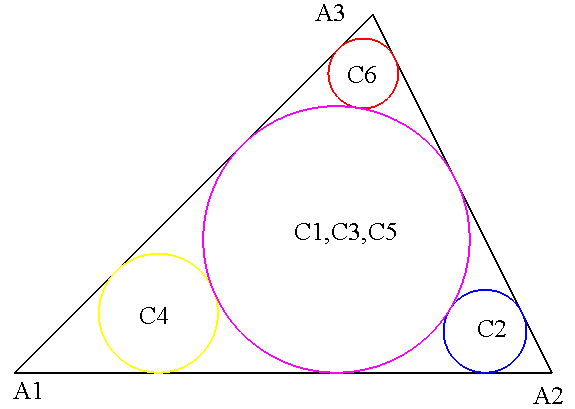

最初の円を内接円にすると、奇数回目の操作で得られる円は常に内接円となる。特に
{\displaystyle \varphi _{2}=\pi -\alpha _{1}-\alpha _{3},\varphi _{4}=\pi -\alpha _{3}-\alpha _{2},\varphi _{6}=\pi -\alpha _{2}-\alpha _{1}}
が成り立つので、
{\displaystyle {\frac {r_{2}}{r}}={\frac {\cos ^{2}(\alpha _{1}+\alpha _{3})}{\cos ^{2}\alpha _{2}}},{\frac {r_{4}}{r}}={\frac {\cos ^{2}(\alpha _{3}+\alpha _{2})}{\cos ^{2}\alpha _{1}}},{\frac {r_{6}}{r}}={\frac {\cos ^{2}(\alpha _{2}+\alpha _{1})}{\cos ^{2}\alpha _{3}}}}
が従う。これは1814年の算額の書物や1781年の西洋算法でも示されている。他に1730年、1817年のThe Ladies' Diaryにも書かれている。
The Ladies' Diaryでは以下の形で紹介されている。
{\displaystyle r={\sqrt {r_{2}r_{4}}}+{\sqrt {r_{4}r_{6}}}+{\sqrt {r_{6}r_{2}}}}

### マルファッティの円

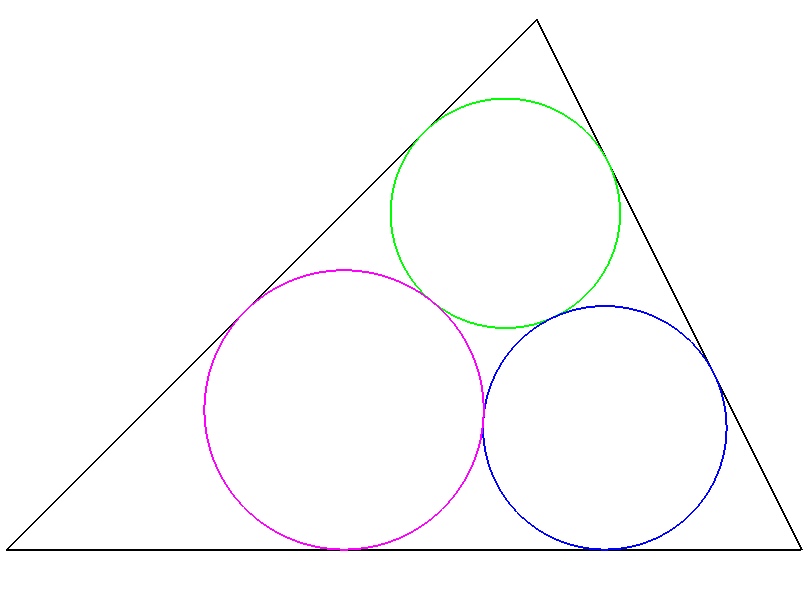

4つ目の円と1つ目の円を一致させると円の周期は3になりマルファッティの円となる。特に
{\displaystyle {\begin{aligned}\varphi _{1}=\varphi _{4}={\dfrac {1}{2}}(\pi +\alpha _{1}-\alpha _{2}-\alpha _{3})\\[4pt]\varphi _{2}=\varphi _{5}={\dfrac {1}{2}}(\pi -\alpha _{1}+\alpha _{2}-\alpha _{3})\\[4pt]\varphi _{3}=\varphi _{6}={\dfrac {1}{2}}(\pi -\alpha _{1}-\alpha _{2}+\alpha _{3})\end{aligned}}}
が従う。